# Manuel Rivera-Ortiz
Manuel Rivera-Ortiz, ameriški fotograf, * 23. december 1968, Pozo Hondo, Portoriko.
Najbolj je znan po svojih dokumentarnih fotografijah življenjskih pogojev ljudi v manj razvitih državah.

## Galerija
- Tobacco Harvesting, Valle de Viñales, Kuba (2002)
- Widow Of The Mines, Potosí, Bolivija (2004)
- City Dump, Yamuna River Slum, Delhi, Indija (2005)